# Thyreus praestans
Thyreus praestans là một loài Hymenoptera trong họ Apidae. Loài này được Lieftinck mô tả khoa học năm 1962.